# 上戸あい
上戸 あい（うえと あい、1984年7月7日 - ）は、日本の元AV女優。
出身地：東京都。血液型：A型。身長：155cm。スリーサイズ：B82（B）・W58・H83。

## 略歴
2005年にミリオン（ケイ・エム・プロデュース）専属女優「ミリオンエンジェル」としてAVデビュー。
2006年から同系列のレアル・ワークスの作品にも出演。
2006年8月に引退。

## 作品

### アダルトビデオ
2005年
- CUTIE ANGEL 上戸あい 完全版（12月16日、ケイ・エム・プロデュース）※デビュー作

2006年
- PINK Diary 上戸あい 完全版（1月20日、ケイ・エム・プロデュース）
- 僕だけのアイドル 女子校生 上戸あい 完全版（2月17日、ケイ・エム・プロデュース）
- えっちのれんしゅう 上戸あい 完全版（3月17日、ケイ・エム・プロデュース）
- 今、ミリオンエンジェルがスゴイ!（4月21日、ケイ・エム・プロデュース）
- もしも上戸あいが僕の彼女だったら… 完全版（4月28日、ケイ・エム・プロデュース）
- ミリオン・ドリーム（5月1日、ケイ・エム・プロデュース） ※AV OPEN 2006エントリー作品
- 完全撮りおろしスーパースター 4時間SPECIAL 3（5月19日、ケイ・エム・プロデュース）
- セル初超デジモ（5月19日、レアル・ワークス）
- モーレツ!イカセ特訓 上戸あい（6月16日、レアル・ワークス）
- あいが奥さんになってあげる 上戸あいの超高級癒し系おもてなしソープ嬢 （2006年7月21日、レアル・ワークス）
- 今、ミリオンドリームがスゴイ! 2（7月21日、ケイ・エム・プロデュース）
- レアル 上戸あい（8月18日、レアル・ワークス）※引退作
- ミリオン・ドリーム 〜私立ミリ商の天使たち〜 完全版（8月18日、ケイ・エム・プロデュース）
- REAL STARS 上戸あい BEST4時間（11月17日、レアル・ワークス）…総集編